# Sydney Star Observer
Sydney Star Observer er en gratis ugeavis i tabloid-format samt et nyhedssite. Sydney Star Observer er henvendt til lesbiske, bøsser og transseksuelle i Sydney i New South Wales i Australien. Avisen ejes og udgives af Gay & Lesbian Community Publishing Limited. Den har en søsterpublikation i Melbourne, Victoria, der hedder The Southern Star. Avisen gik først i trykken som tabloid i 1979 under navnet The Sydney Star. Den er den største og ældste publikation i omøb af sin slags i Australien.

## References
1. ↑  "About - History". Star Online. Gay & Lesbian Community Publishing Limited. 2011. Hentet 2011-02-03.
2. ↑  "Sydney Star Observer". Members. Gay and Lesbian Australian Media Alliance. 2008. Hentet 2011-02-03.